# 龔照嶼
龚照屿（1841年—1901年），字鲁卿，清朝安徽合肥人。

## 生平
龚照屿1840年生於合肥。1871年，在北洋制造局当差。1885年，捐道员。以道员身份任旅顺营务处督办。光绪二十年（1894年），甲午戰爭爆發，桂题、卫汝成等六军驻守旅顺，由龚照屿统率，各军互不协调，各行其是。龚照屿先一日弃城而逃，搭乘小船逃往煙臺。
旅顺失守后，李秉衡上疏弹劾丁汝昌、龚照屿等人，龚被罢官下獄。據說龔氏入獄時，用宦囊所得超過萬兩賄賂獄卒，被羁押期間，獄中由八位侍妾輪流伺候。狱囚常聽到妇人哭号声，相告說：“龚大人生气打姨太太了。”八国联军攻进北京时得以逃跑。1901年，病死。